# Creustel
Creustel est un duo d'humoristes composé de Marion Creusvaux et Julien Pestel. Ils se font connaître sur les réseaux sociaux en 2020 avec leurs parodies de films culte publiées lors des confinements dus à l'épidémie de Covid-19.

## Historique
Tous deux sont comédiens et auteurs – ils se sont rencontrés sur le tournage de sketchs du Palmashow en 2012 – ils publient chaque jour sur Instagram une vidéo de doublage parodique de film culte détournant l'actualité, réalisée depuis le lieu où ils se sont confinés en Franche-Comté. Créé le mercredi 18 mars, au lendemain de l'application des mesures de confinement annoncées par Emmanuel Macron, leur compte Instagram rassemble déjà près de 100 000 abonnés deux semaines plus tard, et 240 000 au bout de trois semaines. Pendant les 31 premiers jours, ils publient des vidéos quotidiennement, avant de ralentir leur rythme.
L’idée de parodier des classiques du cinéma en s’inspirant de l’actualité liée à la pandémie de Covid-19 est née tout simplement, explique Marion Creusvaux, « par besoin de tuer le temps et envie d’amuser nos amis. » Le nom Creustel vient de la contraction de leurs deux noms de famille.
Au mois de juillet 2020, ils sont repérés par France 2 et intègrent l'équipe de l'émission Je t'aime, etc. présentée par Daphné Bürki.
En octobre, lors de la mise en place du second confinement en France, ils lancent une nouvelle « saison » de vidéos, cette fois-ci réalisées dans leur habitation parisienne.
Dans le duo, chacun recherche des extraits de films d'une minute. Marion Creusvaux écrit un premier texte en fonction des mouvements de lèvres de la vidéo, puis le duo le retravaille ensemble. Julien Pestel réalise les bruitages.

### Sources
- Creustel chez Quotidien. Invités : Creustel, le compte Insta qui fait du bien pendant le confinement
- Pastille humour de Creustel sur France 2. Le duo du confinement
- Creustel, l'un des coronavisages de la crise. Article Libération 08 mai 2020.